# Jansel González
Jansel Miguel Pimental González (6 de noviembre de 1992), es un luchador dominicano de lucha grecorromana. Ganó una medalla de bronce en el Campeonato Panamericano de 2016 y en los Juegos Bolivarianos de 2013.